# アントニオ・マッキー
アントニオ・マッキー（Antonio McKee、1970年3月12日 - ）は、アメリカ合衆国の男性総合格闘家。ネバダ州ラスベガス出身。ボディショップ・フィットネスチーム所属。元MFCライト級王者。
息子は総合格闘家のAJ・マッキー。

## 来歴
14歳からレスリングを始め、柔道は茶帯を持つ。
2000年4月15日、KOTCミドル級スーパーファイト選手権試合でクリス・ブレナンと対戦し、ハイキックでKO負けを喫し王座獲得に失敗した。
2003年8月10日、KOTCでマーカス・アウレリオと対戦し、判定勝ちを収めた。
2006年3月15日、初参戦となったHERO'Sのオープニングファイトで國奥麒樹真と対戦。テイクダウンから上になる展開が続き、判定勝ちを収めた。
2007年に参戦したIFLではアントニオ猪木率いる東京サーベルズに所属し、4戦全勝。
2011年1月1日、UFC初参戦となったUFC 125でジェイコブ・ヴォルクマンと対戦し、1-2の判定負け。2003年2月15日以来の黒星となり、連勝は14でストップした（14勝1分）。
2012年12月31日、DREAM初参戦となったDREAM.18 & GLORY 4で青木真也と対戦。組み技で青木と互角に渡り合うも、2Rに青木の右フックが目に入りギブアップ負けを喫した。

## 戦績
| 総合格闘技 戦績 | 総合格闘技 戦績 | 総合格闘技 戦績 | 総合格闘技 戦績 | 総合格闘技 戦績 | 総合格闘技 戦績 | 総合格闘技 戦績 |
| --------------- | --------------- | --------------- | --------------- | --------------- | --------------- | --------------- |
| 38 試合         | (T)KO           | 一本            | 判定            | その他          | 引き分け        | 無効試合        |
| 30 勝           | 4               | 5               | 21              | 0               | 2               | 0               |
| 6 敗            | 2               | 1               | 3               | 0               | 2               | 0               |

| 勝敗 | 対戦相手                         | 試合結果                           | 大会名                                                                   | 開催年月日     |
| ○    | ウィリアム・シュリヤパイ         | 2R 1:17 TKO（パウンド）            | Bellator 228: Pitbull vs. Archuleta                                      | 2019年9月28日  |
| ○    | Gadji Zaipulaev                  | 5分3R終了 判定2-1                  | FEFoMP - Cup of the Sakhalin Administration Head 2014                    | 2014年11月22日 |
| ×    | ルイス・ゴンザレス               | 3R 0:43 負傷判定0-3                | WSOF 4: Spong vs. DeAnda                                                 | 2013年8月11日  |
| ×    | 青木真也                         | 2R 0:24 TKO（ギブアップ）          | DREAM.18 & GLORY 4 〜大晦日 SPECIAL 2012〜                               | 2012年12月31日 |
| ○    | チャド・ディートマイヤー         | 5分3R終了 判定3-0                  | EFWC: The Untamed 2                                                      | 2012年3月30日  |
| ○    | ブライアン・コッブ               | 5分3R終了 判定3-0                  | MFC 32: Bitter Rivals                                                    | 2012年1月27日  |
| ○    | ジャイ・ブラッドニー             | 1R 4:54 リアネイキドチョーク       | CFC 18: Juarez vs. Rodriguez                                             | 2011年8月26日  |
| ×    | ジェイコブ・ヴォルクマン         | 5分3R終了 判定1-2                  | UFC 125: Resolution                                                      | 2011年1月1日   |
| ○    | ルシアノ・アゼベド               | 1R 3:11 TKO（ドクターストップ）    | MFC 26: Retribution 【MFCライト級タイトルマッチ】                        | 2010年9月10日  |
| ○    | ホドリゴ・ルイス                 | 1R 2:04 チキンウィングアームロック | College Cage Series: Collision in the Cage                               | 2010年3月20日  |
| ○    | カーロ・プラター                 | 5分3R終了 判定3-0                  | MFC 22: Payoff                                                           | 2009年10月2日  |
| ○    | デリック・ノーブル               | 5分5R終了 判定3-0                  | MFC 20: Destined for Greatness 【MFCライト級王座決定戦】                 | 2009年2月20日  |
| ○    | デウソン・エレーノ               | 4分3R終了 判定2-1                  | IFL: 2007 Semifinals                                                     | 2007年8月2日   |
| ○    | マイク・ドルチェ                 | 4分3R終了 判定3-0                  | IFL: Everett                                                             | 2007年6月1日   |
| ○    | ホドリゴ・ファス                 | 4分3R終了 判定3-0                  | IFL: Los Angeles                                                         | 2007年3月17日  |
| ○    | ゲイブ・リヴァス                 | 2R 3:20 TKO（膝の負傷）            | IFL: Houston                                                             | 2007年2月2日   |
| ○    | ロナルド・ジューン               | 5分3R終了 判定2-1                  | Extreme Wars 3: Bay Area Brawl                                           | 2006年6月3日   |
| ○    | 國奥麒樹真                       | 5分2R終了 判定3-0                  | HERO'S 2006                                                              | 2006年3月15日  |
| ○    | ジョー・カマチョ                 | 5分3R終了 判定3-0                  | Universal Above Ground Fighting                                          | 2004年12月11日 |
| △    | アクバル・アレオラ               | 5分2R終了 ドロー                   | Crown Fighting 1                                                         | 2004年9月4日   |
| ○    | ジョン・マフロー                 | 5分2R終了 判定3-0                  | Gladiator Challenge 20                                                   | 2003年11月13日 |
| ○    | グレッグ・ダルトン               | 5分3R終了 判定3-0                  | Ultimate Cage Fighting 4                                                 | 2003年10月12日 |
| ○    | マーカス・アウレリオ             | 5分2R終了 判定2-1                  | KOTC 27: Aftermath                                                       | 2003年8月10日  |
| ×    | カロ・パリジャン                 | 5分3R終了 判定0-3                  | Ultimate Cage Fighting 3                                                 | 2003年2月15日  |
| ○    | ヒース・シムズ                   | 5分3R終了 判定3-0                  | Hitman Fighting Productions 2                                            | 2002年11月9日  |
| ○    | スティーブ・ゴム                 | 5分2R終了 判定3-0                  | Ultimate Cage Fighting 2                                                 | 2002年7月30日  |
| ○    | トビー・イマダ                   | 5分2R終了 判定3-0                  | Ultimate Cage Fighting 1                                                 | 2002年5月9日   |
| △    | ジェイソン・ブラック             | 5分3R終了 判定1-1                  | World Fighting Alliance 1                                                | 2001年11月3日  |
| ×    | レイ・クーパー                   | 1R 0:54 腕ひしぎ十字固め           | Warriors Quest 1: The New Beginning 【Warriors Questライト級王座決定戦】 | 2001年5月29日  |
| ○    | デビッド・ハリス                 | 5分2R終了 判定3-0                  | Gladiator Challenge 3: Showdown at Soboba                                | 2001年4月7日   |
| ○    | ビクトー・エストラーダ           | 1R 4:29 TKO（パンチ連打）          | IFC Warriors Challenge 11 【IFC全米ライト級タイトルマッチ】              | 2001年1月13日  |
| ○    | チャールズ・ディアス             | 10分2R終了 判定3-0                 | IFC Warriors Challenge 10 【IFC全米ライト級王座決定戦】                  | 2000年10月11日 |
| ○    | エドウィン・デューイーズ         | 3分3R終了 判定3-0                  | Rage in the Cage 20                                                      | 2000年8月30日  |
| ×    | クリス・ブレナン                 | 2R 0:09 KO（ハイキック）           | KOTC 3: Knockout Nightmare 【KOTCミドル級スーパーファイト選手権試合】    | 2000年4月15日  |
| ○    | シャイアン・パダケン             | 1R 4:11 腕ひしぎ十字固め           | Rage in the Cage 3                                                       | 2000年1月18日  |
| ○    | ポール・ガードナー               | 1R 14:00 V1アームロック            | HFP: Holiday Fight Party                                                 | 1999年12月11日 |
| ○    | JF・ボルデュック                 | 5分3R終了 判定3-0                  | Neutral Grounds 13                                                       | 1999年11月20日 |
| ○    | シャノン・"ザ・キャノン"・リッチ | 1R ギブアップ（パンチ連打）        | Ready to Rumble: Let's Get Ready to Rumble                               | 1999年10月13日 |

## 獲得タイトル
- IFC全米ライト級王座（2001年）
- 初代MFCライト級王座（2009年）

## 表彰
- 柔道 茶帯